# Tegillarca granosa
Tegillarca granosa (лат.) — вид двустворчатых моллюсков из семейства арок. Широко распространён в водах Юго-Восточной Азии. Описан как Arca granosa Карлом Линнеем в 1758 году. Род Tegillarca описан австралийским учёным Томом Айрдейлом в 1939 году.
Перенос кислорода осуществляет пигмент гемоглобин, а не гемоцианин, что связано с бедной кислородом водой, в которой живёт этот моллюск. Димер гемоглобина участвует в иммунных защитных реакциях против бактериальной инфекции и воздействия бактериальных патогенных факторов. Из-за кроваво-красного цвета Tegillarca granosa получил название «кровавый моллюск».

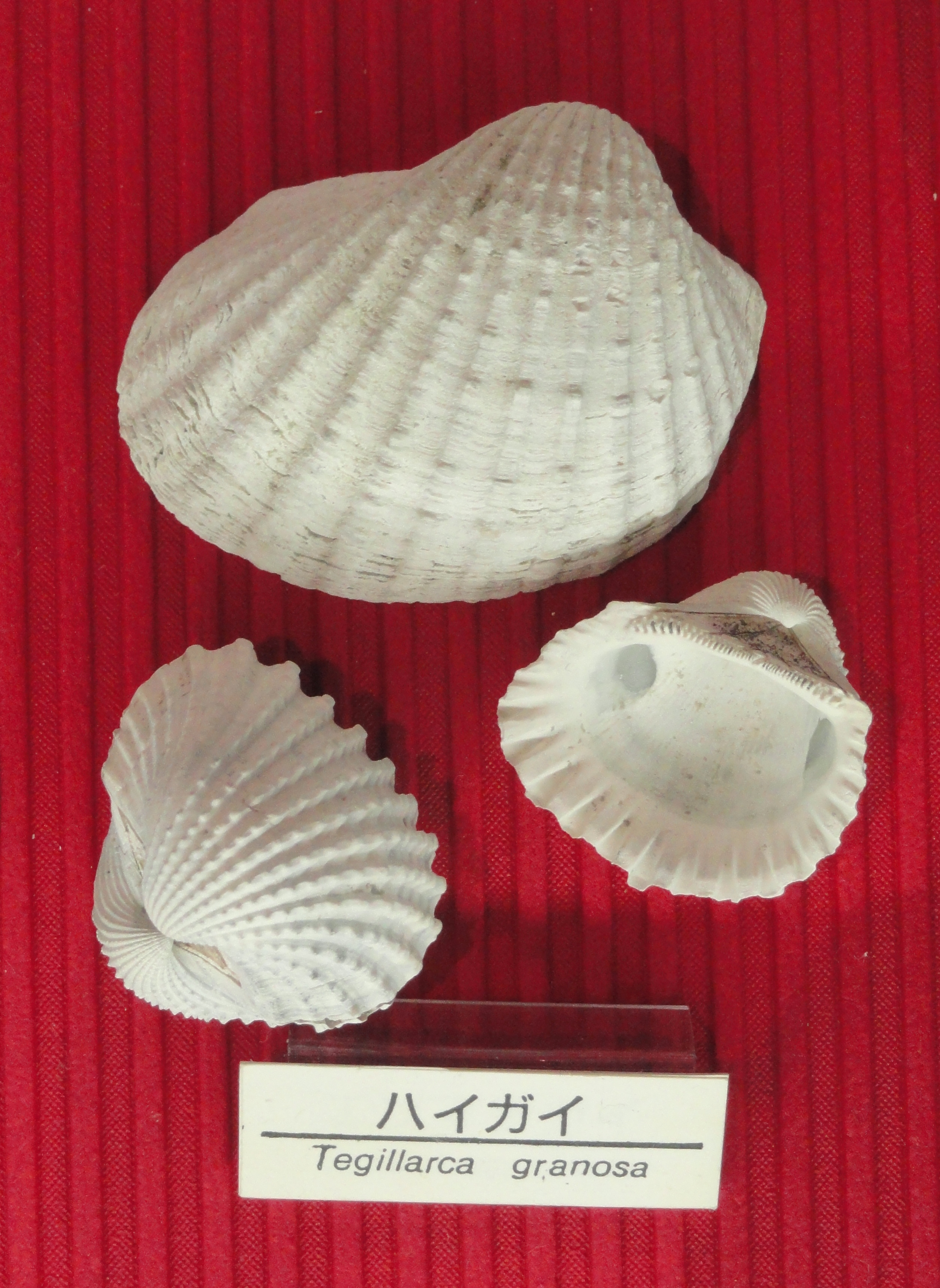
Tegillarca granosa в Музее естественной истории в Осаке

Двусторонне-симметричный моллюск с парными жабрами на боках. Тело заключено в двухстворочную раковину, фарфоровидную, радиально ребристую, с выдающимися макушками. Подвижно сочленённые на спине и снабжённые изнутри мускулом-замыкателем створки раковины охватывают бока животного. Они соединяются между макушек эластичной связкой (лигаментом) и замком с прямым замочным краем и множеством зубов. По бокам приплюснутого тела моллюска — две мантийные лопасти, представляющие собой широкие складки. Изнутри они примыкают к створкам раковины. Tegillarca granosa не имеет головы и щупальцев.
Пищеварительная система моллюска, питающегося фитопланктоном, не снабжена глоткой и челюстями, начинаясь непосредственно с пищевода. Микроскопические водоросли подаются прямо в пищевод подвижными ресничками. Моллюски зарываются в рыхлый грунт с помощью ноги, которая может высовываться из раковины. Развитие моллюска характерно превращением из личинки.
Посредством смыкания створок Tegillarca granosa может неделю противостоять снижению солёности до 17 ‰. Снижение солёности до 4—14 ‰ может привести к значительной гибели Tegillarca granosa.
Tegillarca granosa избирательно накапливает из стоков в бухту Бомбей (Бомбейский залив) три гамма-излучающие продукта распада радионуклидов: цезий-137 (137Cs), рутений-106 (106Ru) и церий-144 (144Ce).
Является предметом разведения (аквакультуры), одним из основных выращиваемых видов моллюсков. В 2010 году было произведено 466 тысяч тонн, в 2012 году — 390 тысяч тонн, в 2014 году — 450 тысяч тонн, в 2016 году — 439 тысяч тонн. Доля Tegillarca granosa составила 3 % продукции моллюсков в 2016 году.
Употребляется в пищу человеком. Едят приготовленными на пару, вареными, или даже сырыми. В январе — феврале 1988 года кровавые моллюски стали причиной вспышки гепатита A в Шанхае. 292 301 человек (по другим данным более 300 000 человек) были инфицированы гепатитом A. Умерло 47 человек (0,015 %, по другим данным — 31 человек). Исследования показали, что 31,7 % населения ели моллюсков один или несколько раз между 9 декабря 1987 года и 3 января 1988 года. Вирус был найден в моллюсках, взятых с рынка и в районах вылова. Инфицированные моллюски были из Цидуна в провинции Цзянсу, где морская вода была загрязнена сточными водами. После эпидемии кровавые моллюски были запрещены в Шанхае.

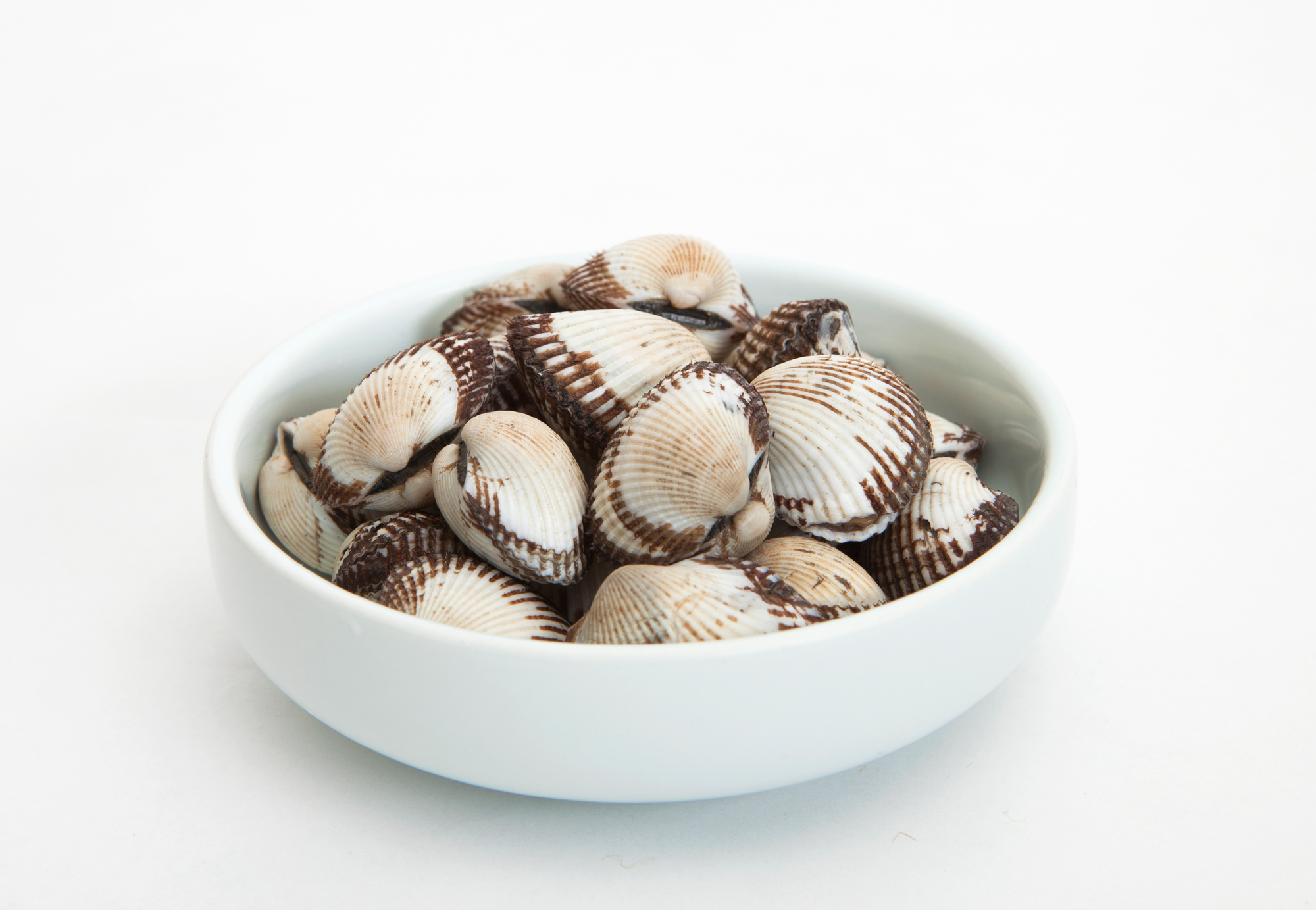
Ккомак (кор. 꼬막) — приготовленные моллюски
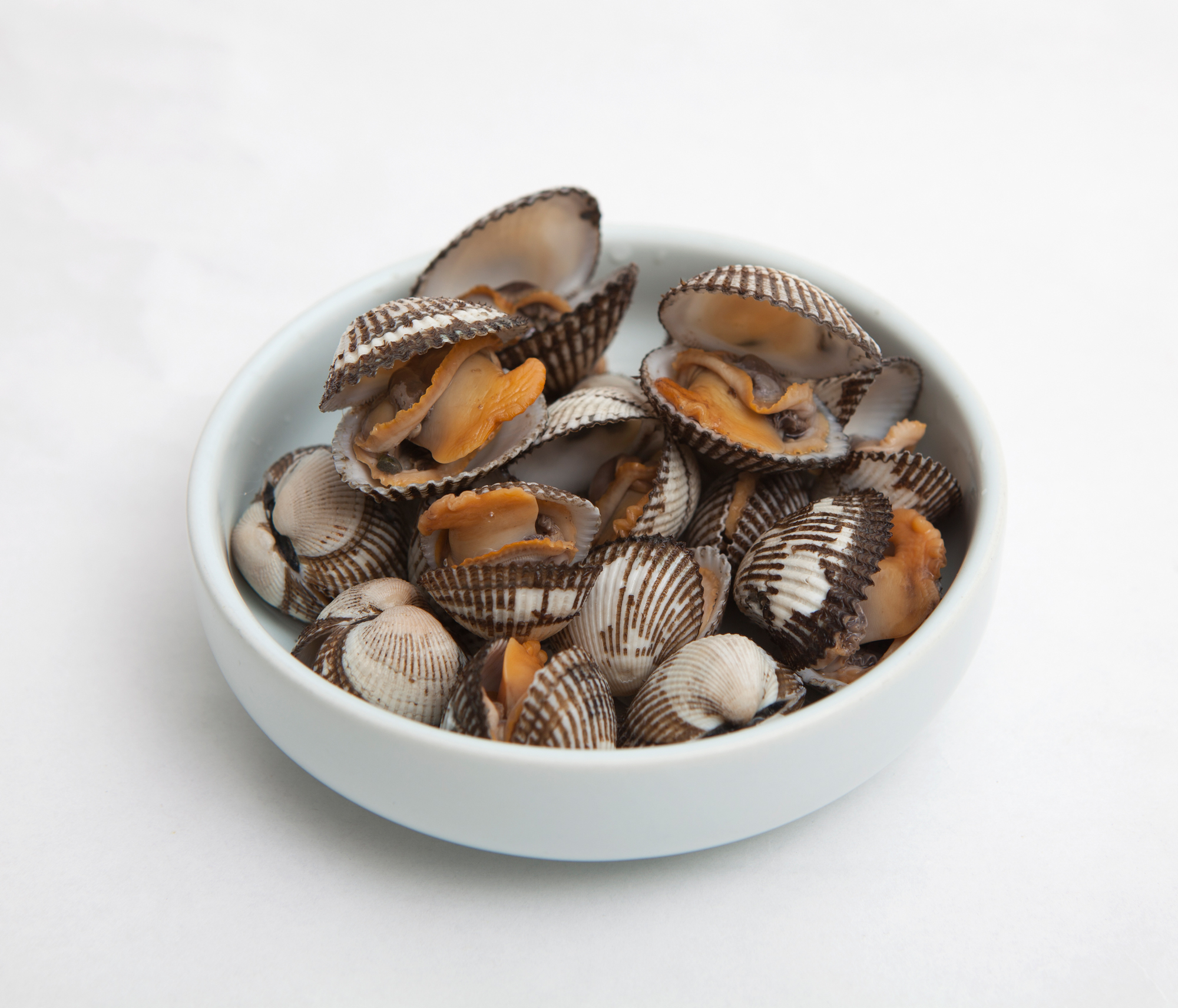
Ккомак (кор. 꼬막) — приготовленные моллюски
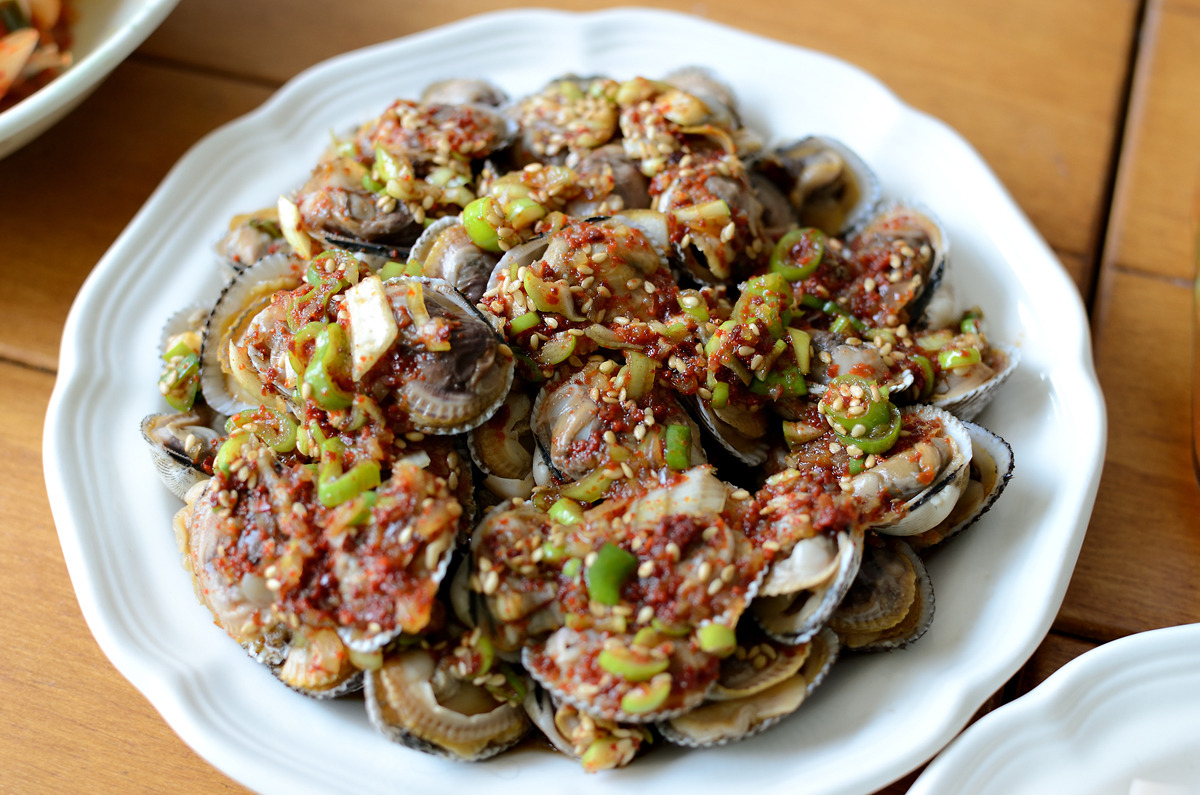
Ккомак-мучим (кор. 꼬막무침) — салат из моллюсков